# Schwedische Badminton-Mannschaftsmeisterschaft 2013/14
Titelträger der Schwedischen Badminton-Mannschaftsmeisterschaft 2013/14 im Badminton und damit schwedischer Mannschaftsmeister wurde der Klub Fyrisfjädern, der sich in den Play-offs durchsetzen konnte.

## Vorrunde
| Platz | Team                | Punkte | Spielea | G  | U | V  | Spielpunkte |   |    | Sätze |   |     | Bälle |   |      |
| ----- | ------------------- | ------ | ------- | -- | - | -- | ----------- | - | -- | ----- | - | --- | ----- | - | ---- |
| 1     | Malmö BK            | 37     | 14      | 12 | 0 | 2  | 80          | - | 18 | 168   | - | 52  | 4146  | - | 3047 |
| 2     | Fyrisfjädern        | 37     | 14      | 13 | 0 | 1  | 75          | - | 23 | 159   | - | 65  | 4078  | - | 3241 |
| 3     | Team Badminton Väst | 27     | 14      | 8  | 0 | 6  | 64          | - | 34 | 139   | - | 83  | 3978  | - | 3457 |
| 4     | Kista BMK           | 26     | 14      | 9  | 0 | 5  | 65          | - | 33 | 143   | - | 74  | 3821  | - | 3337 |
| 5     | Täby BMF            | 23     | 14      | 8  | 0 | 6  | 52          | - | 46 | 115   | - | 102 | 3692  | - | 3513 |
| 6     | Skogås BK           | 11     | 14      | 4  | 0 | 10 | 29          | - | 69 | 70    | - | 142 | 3268  | - | 3916 |
| 7     | Västerås BMF        | 4      | 14      | 1  | 0 | 13 | 13          | - | 85 | 33    | - | 175 | 2794  | - | 4091 |
| 8     | Spårvägens BMF      | 3      | 14      | 1  | 0 | 13 | 14          | - | 84 | 40    | - | 174 | 2990  | - | 4165 |

## Play-offs

### Halbfinale
- Malmö BK – Team Badminton Väst: 4-1, 4-2
- Fyrisfjädern – Kista BMK: 1-4, 4-0, 4-0

### Finale
- Fyrisfjädern – Malmö BK: 4-2, 4-1